# Park Narodowy Asinara
Park Narodowy Asinara (wł. Parco Nazionale dell’Asinara) – park narodowy we Włoszech, obejmujący wyspę Asinara położoną u północno-zachodnich wybrzeży Sardynii.

## Historia
Wyspa była bardzo popularna ze względu na swoje centralne położenie na Morzu Śródziemnym; znali ją Fenicjanie w swojej żegludze handlowej, Grecy, którzy używali jej jako miejsca postoju na szlakach do Prowansji, a także Rzymianie. W średniowieczu pierwsi osiedli tam mnisi kameduli, którzy wznieśli budynki klasztorne i uprawiali ziemię. Także korsarze zakładali tymczasowe siedziby w osłoniętych zatokach wyspy. Z czasem na wyspę przybyli sardyńscy pasterze i rybacy liguryjscy, którzy skolonizowali ją do końca XIX w. Jednak 500 mieszkańców, którzy mieli trudności z osiedleniem się, zostało zmuszonych do opuszczenia wyspy w 1885 roku, na mocy prawa podpisanego przez króla Humberta I, który planował wywłaszczenie wyspy w celu utworzenia rolniczej kolonii karnej i stacji kwarantanny zdrowotnej. Podczas I wojny światowej wyspa była wykorzystywana jako obóz koncentracyjny dla tysięcy jeńców serbskich i austro-węgierskich. W latach 80. XX wieku kolonia karna została przekształcona w więzienie o zaostrzonym rygorze, a od 1997 roku wyspa chroniona jest jako park narodowy.

## Flora
Terytorium Asinary zostało poddane w ostatnich latach intensywnej eksploatacji zasobów przez człowieka, szczególnie wpływając na krajobraz roślinny. Ze względu na często nieracjonalną eksploatację rolniczą i leśną, wnętrze wyspy jest silnie zmienione i zdegradowane. Szata roślinna wyspy pozostawała długi czas słabo poznana. Najbardziej kompletne badania przeprowadził Bocchieri, który w 1988 roku odnotował prawie 700 gatunków i podgatunków botanicznych. Najbardziej rozpowszechnionymi rodzinami są astrowate, bobowate i wiechlinowate, które razem z selerowatymi i trędownikowatymi stanowią prawie połowę spontanicznej flory wyspy.

## Fauna
W ostatnich dziesięcioleciach głębokim zmianom uległa również fauna. Dokumenty historyczne sygnalizują obecność gatunków ważnych z przyrodniczego punktu widzenia, takich jak muflony, korsykańskiej odmiany jelenia szlachetnego, mniszka śródziemnomorska i rybołów. Na wyspie występuje obecnie 80 gatunków kręgowców lądowych (płazów, gadów, ptaków i ssaków). Jednak liczba ta nie daje wyobrażenia o znaczeniu wyspy na poziomie międzynarodowym dla ochrony i reprodukcji wielu rzadkich i zagrożonych gatunków. Wśród endemicznych zwierząt można wymienić lokalne podgatunki jaszczurki ostajnicy trójpalczastej, zająca płowego i zębiełka myszatego. Wśród taksonów sardyńsko-korsykańskich są lokalne podgatunki płomykówki zwyczajnej, strzyżyka, muchołówki szarej oraz cierlika; popielica i muflon śródziemnomorski.

### Biały osioł z Asinary
Osioł asinara (Equus asinus var. albina) charakteryzuje się zmniejszonymi wymiarami. Dorosły osioł ma około 1 metra wysokości w kłębie. Ma czworokątną głowę o prostej sylwetce, krótką szyję, mocne kończyny, białą, małą i niezbyt wytrzymałą stopę. Zwierzę ma charakterystyczny fenotyp: białą sierść, różową skórę i częściową pigmentację tęczówki, różowo-jasnoniebieski.
Większość populacji osłów asinara jest całkowicie lub częściowo albinotyczna; niewielka liczba osłów zwyczajnych zamieszkujących wyspę jest uznawana za część populacji osłów asinara, a jej przedstawiciele są prawdopodobnie heterozygotycznymi nosicielami albinotycznego genu.
Jest on symbolem Parku Narodowego Asinary.

## Klimat
Opady charakteryzują się wartościami należącymi do najniższych na całej Sardynii, na co wpływ ma sytuacja wyspiarską, przez co opady rzadko osiągają wielkość 500 mm rocznie. Najzimniejszym miesiącem jest luty ze średnimi wartościami około 10 °C, natomiast najgorętszym miesiącem jest sierpień ze średnią 23 °C. Najczęściej wieją wiatry zachodnie, które występują przez około 35% dni i mistral przez około 13% dni. Razem wiatry północno-zachodnie występują przez około połowę dni w roku. Ze wschodu wieje przez około 20% czasu, ale kiedy wiatr ten wzmaga się, trudno jest wylądować na wyspie i nawigować do pobliskich portów Stintino i Porto Torres. Klimat wyspy jest uważany za półpustynny, a warunki hydrologiczne są ubogie, lecz wystarczające. Zimą występuje niewielki nadmiar wody.

## Środowisko morskie

### Ruchy morza
Środowisko morskie jest dla Asinary szczególnie cennym elementem o znaczeniu naukowym i charakteryzuje się przede wszystkim wysoką integralnością i różnorodnością zbiorowisk florystyczno-faunistycznych, znaczną wartością krajobrazową, wysoką jakością wód pod względem ekologicznym i zanieczyszczenia chemicznego.
Po zachodniej stronie wyspy cyrkulacja powierzchniowa ma wyraźną sezonowość: zimą prądy mają kierunek z północnego wschodu na południowy zachód i niosą masy wody z zachodniego wybrzeża Korsyki, natomiast latem ich ruch jest odwrócony. Wewnątrz Zatoki Asinara prądy mają tendencję do poruszania się zgodnie z godzinową cyrkulacją, która wydaje się być bardziej zaostrzona w obecności wiatrów z zachodu, i biegną równolegle do linii brzegowej, w szczególności w pasie morskim przy brzegu. W obecności wiatrów libeccio, prądy w pobliżu wybrzeża mają znaczną składową w kierunku prostopadłym do niego w kierunku otwartego morza, co wiąże się z pionowym ruchem wód najgłębszych wód zatoki. Według dostępnych danych morze w Asinarze jest prawie spokojne przez 20% dni i niezbyt wzburzone przez jeden dzień na dwa. Ale przez 25% dni morze jest bardzo wzburzone. W okresie od maja do września warunki morskie wydają się korzystniejsze dla żeglugi (szczególnie w miesiącach letnich), podczas gdy miesiące zimowe charakteryzują się ostrzejszymi stanami morza. Ze względu na znaczną ekspozycję na wiatry z zachodu i północnego zachodu morza po stronie zachodniej i północny przylądek wyspy występują częściej w stanach niesprzyjających żegludze. Wschodnia strona wyspy, z widokiem na Zatokę Asinara, jest lepiej chroniona i dostępna, gdzie znajdują się miejsca lądowania, wśród których molo Reale jest najmniej narażone na wiatry ze wschodu. Obecnie małe porty Cala d’Oliva i Fornelli, mimo że są osłonięte przed wiatrami z zachodu, są najbardziej narażone na działanie wiatrów wschodnich i scirocco.

### Jakość wody
Wody otaczające wyspę Asinara mają ogólnie wysoką jakość, na co wskazuje znaczna przezroczystość i niskie stężenia związków lub pierwiastków wskazujących na oddziaływanie antropogeniczne. Latem słup wody wydaje się być uwarstwiony w pionie, z maksymalnymi różnicami temperatur około 6 °C i temperaturami powierzchniowymi, które w sierpniu sięgają nawet 26 °C. Zimą ma miejsce odwrotny proces, przy temperaturze wody 17 °C w grudniu. Podobnie zasolenie, które jednak ma bardziej ograniczony zakres czasowy, latem zwiększa swoje wartości. Latem wzrasta również wartość tlenu rozpuszczonego w wodzie: to wzbogacenie jest prawdopodobnie związane z metabolizmem łąki Posidonia oceanica, która jest w stanie zapewnić systemowi duże zaopatrzenie w tlen, które ze względu na letnie rozwarstwienie termiczne pozostaje bardziej zlokalizowane na dole. Stan troficzny wody mierzony kombinacją niektórych parametrów (chlorofil, tlen rozpuszczony, fosfor całkowity i rozpuszczony azot nieorganiczny) wskazuje na wysoką jakość wody i brak istotnych zmian.

### Morfologia dna morskiego
Głębiny po obu stronach wyspy mają zupełnie inne cechy. Stronę otwartego morza charakteryzują skarpy o znacznym nachyleniu, które ciągną się w części zanurzonej i gwałtownie opadają na ponad 50 m nawet w niewielkiej odległości od brzegu. Silne prądy i silne działanie fal spowodowane przez mistral zapobiegają tworzeniu się znacznych osadów piaszczystych i kształtują wybrzeże jarami, żlebami i spękaniami. Jaskinia o znacznych rozmiarach znajdująca się w Cala di Peppe, jest nad poziomem morza na głębokości około 8 m i wysokości u wejścia około 10 m. Strona wschodnia charakteryzuje się generalnie niskimi wybrzeżami, głównie skalistymi, a czasem całkowicie piaszczystymi. Dno morskie w kierunku zatoki, przyjmując morfologię wynurzającej się części, ma tendencję do delikatnej degradacji do średniej głębokości typowej dla zatoki Asinara wynoszącej około 50 metrów. Obszar pomiędzy Punta Scorno i Punta Sabina ma cechy pośrednie między tymi typowymi dla obu stron. Dno morskie wydaje się nieregularne przy częstych wychodniach skalistego podłoża. Na obszarze między Cala d’Oliva i Punta Trabuccato, a zwłaszcza w Rada della Reale, dno morskie jest głównie piaszczyste i obejmuje rozległe i nienaruszone łąki Posidonia oceanica. Dalej, przy około 50 m batymetrii, podłoże składa się z osadów i szczątków organogenicznych.